# Fleur Moors
Fleur Moors, née le 11 octobre 2005 à Brée, est une coureuse cycliste belge.

## Biographie
Fleur Moors pratique le handball avant de commencer le cyclisme durant la pandémie de Covid-19. Alors qu'elle a 16 ans, elle participe aux championnat du monde de cyclo-cross juniors 2022 et termine 21e dans une course où elle a subi des incidents mécaniques. La même année, initialement sélectionnée pour le championnat d'Europe de cyclo-cross juniors, une chute durant la reconnaissance de l'épreuve la contraint à renoncer à y participer.
En 2023, médaillée de bronze du championnat du monde sur route juniors, elle devient ensuite championne d'Europe sur route juniors, mettant en évidence à cette occasion des qualités de puncheuse.
Membre de l'équipe Baloise Trek Lions en cyclo-cross à partir d'août 2023, elle s'engage pour 2024 et 2025 en cyclisme sur route avec l'équipe UCI Women's WorldTeam Lidl-Trek.
Le 8 juin 2025, elle remporte à 19 ans sa première victoire professionnelle sur route en gagnant Dwars door de Westhoek.

## Palmarès sur route

### Par années
- 2023
  -  Championne d'Europe sur route juniors
  - 2e étape du Watersley Ladies Challenge juniors
  - 2e du Watersley Ladies Challenge juniors
  -  Médaillée de bronze du championnat du monde sur route juniors
  - 4e du Tour des Flandres juniors
- 2025
  - Dwars door de Westhoek
  - 2e d'À travers le Hageland
  - 3e du championnat de Belgique sur route

### Résultats sur les grands tours

#### Tour d'Italie
1 participation
- 2025 : abandon (5e étape)

### Classements mondiaux
| Année                                 | 2024 |
| ------------------------------------- | ---- |
| Classement UCI                        | 208e |
| UCI World Tour                        | 228e |
|                                       |      |
| Légende : nc = non classéSource : UCI |      |

## Palmarès en cyclo-cross
- 2021-2022
  - 2e du championnat de Belgique de cyclo-cross juniors
- 2022-2023
  -  Championne de Belgique de cyclo-cross juniors
- 2023-2024
  -  Championne de Belgique de cyclo-cross espoirs
  - 10e du championnat du monde de cyclo-cross espoirs
- 2024-2025
  - 5e du championnat d'Europe de cyclo-cross espoirs
  - 8e de la Coupe du monde espoirs

## Distinction
- Meilleur junior belge au Trophée Flandrien de 2023[7].
- Vélo de cristal de la meilleure jeune en 2024